# Cory Henry
Cory Alexander Henry (Brooklyn, Nueva York, 27 de febrero de 1987) es un cantautor, pianista, organista y productor musical estadounidense de R&B/Soul. Henry, exmiembro de Snarky Puppy, lanzó su carrera de artista en solitario con Art of Love, su primer lanzamiento independiente. El 30 de octubre de 2020, lanzó su segundo proyecto de larga duración llamado "Something to Say", que incluía la pista escrita por Marc E. Bassy "No Guns". Ese mismo año lanzó "Art of Love Live" y "Christmas With You" a través de Culture Collective[cita requerida].
Henry fue seleccionado por Quincy Jones para encabezar la apertura de la serie curada "Soundtrack of America" de The Shed en Nueva York[cita requerida].  El 5 de agosto de 2021, Beats Electronics estrenó un comercial con el atleta Sha'Carri Richardson con la pista "Run to Glory", que fue coproducida y escrita por Cory Henry, Kanye West y Dr. Dre[cita requerida]. Más tarde, Cory fue acreditado como escritor, productor y compositor en el décimo lanzamiento del álbum de Kanye West, Donda , por la canción 24.

## Primeros años
Henry nació en Brooklyn, Nueva York, donde tocaba el piano y el órgano B3 con solo dos años de edad. Con tan solo cinco años, ya lo llamaban "Master Henry" por su habilidad para acompañar cualquier canción en cualquier tono del Hammond Organ. Actuó en un espectáculo en el Teatro Apollo cuando tenía seis años. 

## Carrera musical
Su gira musical comenzó en 2006, desde entonces ha realizado giras con muchos artistas de la corriente principal, incluidos Bruce Springsteen, Michael McDonald, P. Diddy, Boyz II Men, Kenny Garrett y The Roots, y varios artistas del gospel, entre ellos Israel Houghton, Donnie McClurkin, Kirk Franklin y Yolanda Adams. 
Lanzó su álbum First Steps el 21 de julio de 2014 con Wild Willis Jones Records. El álbum se ubicó en las listas de Billboard entre los mejores álbumes de jazz y los mejores álbumes de Heatseekers, alcanzando los números cinco y 30, respectivamente. Su segundo álbum, una grabación en vivo, The Revival, fue lanzado el 18 de marzo de 2016 por GroundUp Music. El álbum se ubicó en los mejores álbumes de gospel y los mejores álbumes de jazz, donde alcanzó el número cinco y el número dos respectivamente.
El 13 de abril de 2018, Henry lanzó su sencillo debut "Trade It All" con su banda The Funk Apostles.  Tres meses después, el 13 de julio de 2018, Cory lanzó "Art of Love", su primer álbum con The Funk Apostles. 
En 2018, Henry dejó Snarky Puppy para lanzar su carrera en solitario con su primer proyecto independiente, Art of Love. El 31 de octubre de 2020, Henry lanzó su segundo disco de larga duración llamado "Something to Say".  En octubre de 2019, Henry impartió un taller de composición de canciones en la Universidad de Brown como parte de la Iniciativa de Artes Brown. 
A lo largo de 2020 y 2021, Cory lanzó tres proyectos personales y apareció como escritora e intérprete en muchos otros lanzamientos, incluidos "Cutthroat" de Imagine Dragons, "First Noel" de Jazmine Sullivan, "Free Like Me" de Marc E. Bassy, y más. Apareció en el álbum Donda de Kanye West , tocando el órgano en "24" (también conocido como "Run to Glory").  El 10 de septiembre de 2021, Henry interpretó el himno nacional con Michelle Williams en la National Football League, en la apertura de temporada en Tampa Bay, Florida. 
El 17 de septiembre de 2021, Henry lanzó su tercer álbum en solitario "Best of Me", con Henry actuando como vocalista, órgano Hammond B3, sintetizador Moog y Harpejji . Según Henry, el álbum es "una colección de canciones escritas e inspiradas por [sus] héroes musicales", con influencias que incluyen a Stevie Wonder, Marvin Gaye, Donny Hathaway, P-Funk y James Brown. 

## Discografía[1]
| Título          | Detalles del álbum                                                                                                 | Posiciones máximas del gráfico | Posiciones máximas del gráfico | Posiciones máximas del gráfico |
| Título          | Detalles del álbum                                                                                                 | Estados Unidos Gos             | Jazz estadounidense            | Calor de EE. UU.               |
| --------------- | --- | ------------------------------ | ------------------------------ | ------------------------------ |
| Primeros pasos  | - Lanzamiento: 21 de julio de 2014 - Disquera: Wild Willis Jones - CD, descarga digital                            | -                              | 5                              | 30                             |
| El avivamiento  | - Lanzamiento: 18 de marzo de 2016 - Discográfica: GroundUp - CD, descarga digital                                 | 5                              | 2                              | -                              |
| Arte del amor   | - Lanzamiento: 13 de julio de 2018 - descarga digital , disco de vinilo                                            | -                              | -                              | -                              |
| Algo que decir  | - Lanzamiento: 30 de octubre de 2020 - Discográfica: Culture Collective - descarga digital                         | -                              | -                              | -                              |
| Navidad contigo | - Lanzamiento: 11 de diciembre de 2020 - Discográfica: Culture Collective - descarga digital                       | -                              | -                              | -                              |
| Lo mejor de mí  | - Lanzamiento: 17 de septiembre de 2021 - Sello: Henry House Entertainment / Culture Collective - descarga digital | -                              | -                              | -                              |